# Gormiti, che miti
Gormiti, che miti (ou simplesmente Gormiti) é uma série de desenho animado ítalo-francesa produzida entre 2008 e 2010 pelos estúdios Zodiak Entertainment, Giochi Preziosi e Marathon Media. Este último já havia produzido também animações como Três Espiãs Demais e Martin Mystery. Baseada no mesmo mundo fictício da franquia homônima de brinquedos colecionáveis criada por Leandro Consumi e Gianfranco Enrietto, a série acompanha um grupo de quatro crianças — Toby, Nick, Jéssica e Lucas — que se transformam em criaturas com poderes sobre os elementos para lutar contra seres maléficos da dimensão paralela de Gorm, com a missão de salvar tanto Gorm quanto o próprio planeta Terra de desastres, devido à interligação entre os dois mundos.
A série foi transmitida originalmente no Canal J e na Itália 1, respectivamente, nas televisões francesa e italiana. No Brasil, a série teve suas duas primeiras temporadas exibidas na rede aberta de televisão. A primeira temporada foi exibida no bloco infantil TV Globinho, na Rede Globo, a partir de 3 de janeiro de 2011. Já a segunda temporada passou a ser exibida pela Rede TV!, através do bloco TV Kids, estreando em 6 de agosto de 2012. A terceira temporada nunca foi exibida no Brasil. Em Portugal, a série foi primeiramente exibida na SIC, depois na SIC K e, por fim, no Canal Panda.
Cada uma das três temporadas foi acompanhada por uma coleção de mini-figuras, característica da franquia de brinquedos. No mercado brasileiro de brinquedos, somente a primeira série, correspondente à primeira temporada da animação, foi lançada com o nome Série Cartoon. Além disso, a animação também teve histórias em quadrinhos em edições da revista italiana oficial da franquia, a Gormiti Magazine. No Brasil, seu correlato foi produzido pela Editora Abril, que lançou cinco edições da revista Gormiti: A Revista Oficial do Mundo de Gorm, em que reproduzia os quadrinhos italianos em português, tal qual foi feito em outras línguas como o inglês.

## Sinopse

### 1ª Temporada: O Retorno dos Senhores da Natureza
Dois irmãos, Nick e Toby, e seus amigos, Jéssica e Lucas, são quatro crianças que moram na cidade de Ventury Falls. Aparentemente normais, os quatro escondem um segredo: eles foram escolhidos há milhões de anos pelo Velho Sábio para se tornarem os novos Senhores da Natureza. Através de uma passagem secreta na casa dos irmãos, os quatro entram no Painel Primal, de onde, com a ajuda de seu guia dinossauro Razzle, e de suas Orbs, teletransportam-se à Ilha de Gorm. Lá, lutam contra os gormitis do vulcão, liderados por Magmion, ao se transformarem nos quatro senhores da natureza: da terra, da floresta, do mar e do ar.

### 2ª Temporada: A Era do Eclipse Supremo
Depois de várias batalhas entre os Senhores da Natureza e o Povo do Vulcão, e após o retorno do Supremo Luminoso, o Senhor da Luz (episódio Fenda da Fusão), Magmion invoca Obscurio, o Senhor da Escuridão, para ajudá-lo a dominar Gorm. Para isso, Obscurio faz uso do Codex de Magor, um agregado de diversos feitiços e encantamentos de magia negra. À medida que o decifra, ele gradualmente recupera seus poderes e, para isso, também ataca os outros povos de Gorm. Em resposta a essa ameaça, o Supremo Luminoso, arqui-inimigo de Obscurio, dá novos poderes aos Senhores da Natureza, mudando sua aparência e lhes dando pulseiras que, quando carregadas, concedem-lhes armaduras douradas imbuídas do poder da luz, amplificando ainda mais suas habilidades. Diferentemente de sua luta contra os gormitis do vulcão, a luta contra Obscurio é mais árdua do que nunca, devido aos seus poderes e pela maior organização do exército de lava, agora completamente sob seu comando.

### 3ª Temporada: A Evolução Neorgânica
Um ano após sua vitória contra Obscurio, e sem problemas em Gorm, as quatro crianças percebem que possuem o domínio de seus elementos mesmo em sua forma humana. Surpresos e intrigados, eles então retornam ao Painel Primal, constatando que ele foi invadido e destruído. Em meio aos escombros, eles encontram o cristal do Supremo Luminoso e invocam a presença de Razzle e do Velho Sábio. Eles então explicam que as quatro Orbs foram roubadas do Painel Primal e ensinam aos quatro como se tornarem Senhores da Natureza sem elas, graças ao poder adquirido pelo sacrifício do Supremo Luminoso. Com isso, podem se transformar tanto em Gorm quanto na Terra. Advertidos que o mal supremo da Ilha de Gorm, Magor, retornou, eles invadem a Montanha do Vulcão para recuperar as Orbs e descobrem que Obscurio também está de volta, e que ele e Magmion agora têm Magor como seu novo mestre. Magor abre um portal para a Terra e então se estabelece em um vulcão no meio do oceano, junto com o seu exército. Agora os Senhores da Natureza têm que enfrentar as forças mais malignas de Gorm também no planeta Terra, com a ajuda do Velho Sábio e de Razzle, porém sem o Supremo Luminoso.

## Personagens
Senhores da Natureza

Da esquerda para a direita: os protagonistas Lucas, Toby e Nick transformados durante a segunda temporada.

- Toby Tripp, um garoto de 13 anos que se transforma no Senhor do Mar. É o irmão mais velho de Nick.[9] No Brasil, foi dublado por Yan Gesteira em sua forma humana e por Fernando Lopes em sua forma gormiti na 1ª temporada. Alex Minei dublou-o na 2ª temporada em ambas as formas.[carece de fontes?]
- Nick Tripp, um garoto de 12 anos que se transforma no Senhor da Terra. É o irmão caçula de Toby.[9] No Brasil, foi dublado por Fabricio Vila Verde em sua forma humana e por Sérgio Moreno em sua forma gormiti na 1ª temporada. Francisco Freitas dublou-o na 2ª temporada em ambas as formas.[carece de fontes?]
- Jéssica Herleins, uma garota de 12 anos que se transforma na Senhora do Ar. É a única menina do grupo.[9] No Brasil, foi dublada por Bruna Laynes em sua forma humana e por Luisa Palomanes em sua forma gormiti na 1ª temporada. Na 2ª temporada, foi dublada, nesses mesmos papéis, por Thayná Almeida e Cassia Bisceglia, respectivamente.[carece de fontes?]
- Lucas Wanson, um garoto de 11 anos que se transforma no Senhor da Floresta.[9] No Brasil, foi dublado por Thiago Farias em sua forma humana e por Eduardo Ribeiro em sua forma gormiti na 1ª temporada. Lucas Gama dublou-o na 2ª temporada em ambas as formas.[carece de fontes?]

Aliados
- Razzle, um pequeno dinossauro que informa as crianças quando há problemas em Gorm.[carece de fontes?] Escolhido pelo Velho Sábio na era dos dinossauros, é o principal guia dos Senhores da Natureza. No Brasil, voz de Duda Espinoza e de Douglas Guedes, na 1ª e 2ª temporadas, respectivamente.[carece de fontes?]
- Supremo Luminos/Supremo Luminoso, o Senhor da Luz, é o quinto e o mais forte dos Senhores da Natureza.[carece de fontes?] Retorna à Ilha de Gorm após um longo exílio causado por uma fenda dimensional.[carece de fontes?] Enquanto arqui-inimigo de Obscurio, torna-se o aliado principal dos Senhores na Natureza na 2ª temporada, dando-lhes também novos poderes.[carece de fontes?] No Brasil, foi dublado por Jorge Lucas na 1ª temporada[carece de fontes?] e por Marcio Scharrenbroich Simão na 2ª temporada.[carece de fontes?]
- Velho Sábio, o criador das Orbs que dão os poderes aos Senhores da Natureza. Escolheu Razzle, durante a era dos dinossauros, para a missão de encontrar os Senhores e fazer com que cumprissem seu destino.[carece de fontes?] Com uma aparição cameo em uma mensagem durante a 1ª temporada,[carece de fontes?][carece de fontes?] retorna a Gorm de fato na 3ª temporada para combater seu arqui-inimigo, Magor.[carece de fontes?]

Vilões
- Magmion, líder do Povo do Vulcão e o mais poderoso dos gormitis de lava. É o principal antagonista da 1ª temporada,[carece de fontes?]  sempre liderando seu exército contra os demais povos de Gorm. Sua aparência é semelhante à de um lagarto antropomórfico, com uma cabeça redonda, um rabo enorme, imensas placas nas costas, e um gancho no lugar de uma das mãos.[carece de fontes?] No Brasil, foi dublado, na 1ª e 2ª temporadas por Luiz Carlos Persy e Sidney César, respectivamente.[carece de fontes?]
- Lavion, um gormiti de lava muito narcísico, arrogante e orgulhoso que acredita ser o mais poderoso dos gormitis. Ele possui uma garra poderosa muito similar a uma lula, além de uma mandíbula com dentes afiados. No Brasil, voz de Maurício Berger na 1ª temporada.[carece de fontes?]
- Orrore, um dos gormitis de lava mais poderosos, apenas abaixo de Magmion e, na 2ª temporada, também de Armageddon.[nota 2] Ele possui uma grande força muscular, com uma cabeça similar a de um caranguejo, com dois chifres, espinhos nas costas e um canhão substituindo um dos braços. É visto muitas vezes comandando exércitos de soldados do Povo do Vulcão para executar seus planos. No Brasil, voz de Eduardo Dascar na 1ª temporada.[carece de fontes?]
- Obscurio, o Senhor da Escuridão e o gormiti do mal mais poderoso. Depois de anos perdido por uma fenda dimensional, ele retorna a Gorm após ser invocado por Magmion, tornando-se o principal antagonista da 2ª temporada.[7] Possui uma aparência baseada na figura cristã associada a demônios, com um par de asas, chifres e uma clava no lugar do braço esquerdo.[carece de fontes?] Na Era do Eclipse Supremo, utiliza-se do Codex de Magor para gradualmente recuperar seus poderes, conquistar os povos de Gorm, e derrotar o Supremo Luminoso, seu arqui-inimigo.[7][carece de fontes?] [carece de fontes?]
- Armageddon, um gormiti de lava que aparece somente na 2ª temporada a serviço de Obscurio, que o libertou graças à magia do Codex de Magor.[10] Como o segundo gormiti de lava mais poderoso, coordena várias das missões ordenadas por Obscurio.
- Magor, o mal supremo de Gorm, criador de todos os gormitis de lava e a causa original da desarmonia da Ilha. Retorna na 3ª temporada, colocando a série mais próxima do status quo da franquia de brinquedos anterior a ela, em que é o principal vilão. Após roubar as Orbs dos Senhores da Natureza, estabelece uma base de operações no planeta Terra, com Magmion e Obscurio sob seu comando.[11]

## Produção

### Premissa
A série é situada no mesmo universo criado por Leandro Consumi e Gianfranco Enrietto, seguindo diretamente os eventos transcorridos no filme animado digitalmente Final Evolution, lançado diretamente para DVD e disponível em quatro partes[carece de fontes?] como brinde da revista italiana oficial da franquia, Gormiti Magazine. Na Itália, uma série de mini-figuras homônima foi lançada, havendo sido precedida por outras sete séries de mini-figuras.[carece de fontes?] No filme, é mostrado que, após a evolução final dos gormitis e a batalha final entre os povos do bem e do mal, os Senhores dos povos de Gorm perderam-se em múltiplas fendas dimensionais (mais notadamente, o Supremo Luminoso, Obscurio, Armageddon e Magor, que viriam a retornar na série animada). O Velho Sábio, ciente do abrupto fim, ainda que não permanente, dos conflitos em Gorm, encarrega os Guardiões Anciões para proteger a Ilha, enquanto deixa as Orbs da Terra, da Floresta, do Mar e do Ar na dimensão do planeta Terra, paralela à de Gorm, durante a era dos dinossauros. Para encontrar seres dignos de tornarem-se os novos Senhores da Natureza, ele transfere sua sabedoria sobre a Ilha de Gorm para um dinossauro (Razzle) ainda dentro de seu ovo, cuja missão será encontrar e guiar os novos heróis de Gorm para que a salvem.[carece de fontes?]

### Animação e design
Para a série, foram reutilizados personagens (como Magmion, Águia Solitária, Troncanhão, Supremo Luminoso) e locais (Montanha do Vulcão, Floresta Silenciosa, Caverna de Murena, entre outros) previamente estabelecidos pela franquia de brinquedos, cada qual com um novo design, cuja proximidade com o original é variável. Olivier Ducrest e Bertrand Todesco foram encarregados de fazer o design de personagens, tanto novos quanto reimaginados, enquanto Roland di Costanzo ficou responsável por desenhar os ambientes da Ilha de Gorm, além do Templo da Luz. Benoit Maillochon fez o desenho do Covil do Desespero, o quartel-general de Obscurio.[carece de fontes?]

### Elenco

#### Dublagem anglófona
A seleção de elenco para a versão na língua inglesa foi feita por Jamie Simone e Mary Elizabeth McGlynn, que também serviram como diretores de dublagem do projeto.[carece de fontes?] A partir da segunda temporada, Melissa Fahn foi substituída por Kate Higgins.[carece de fontes?][carece de fontes?] O personagem Razzle foi dublado também por Brian Beacock.[carece de fontes?] Keith Silverstein, além de fazer o personagem Lavor na primeira temporada, foi escolhido para dar voz ao Supremo Luminoso, enquanto Tony Oliver foi escolhido para interpretar o antagonista Obscurio.[carece de fontes?] Assim como os Senhores da luz e da escuridão representam a dualidade entre o bem e o mal durante a Era do Eclipse Supremo, o Velho Sábio e Magor, ambos dublados por Troy Baker, representam essa dualidade para a Evolução Neorgânica.[carece de fontes?]

### Trilha sonora

Capa do álbum com a trilha sonora italiana.

O tema instrumental de abertura original da série foi composto por Damien Roques, Bastide Donny, Gil Escriva, Jose Perea e Gary Volet.[carece de fontes?] Já a trilha sonora original foi composta por David Vadant e Noam Kaniel,[carece de fontes?] sendo o último conhecido por outros trabalhos em trilha sonora, como na franquia Power Rangers e na animação Code Lyoko.[carece de fontes?]

#### Versão italiana
Trechos da trilha sonora foram alterados para a versão italiana, inclusive a música tema da série. O tema da série em italiano, Gormiti: Che Miti, foi escrito por Alessandra Valeri Manera e interpretado por Giorgio Vanni.[carece de fontes?] Uma compilação de canções inspiradas nos personagens da série foi comercializada em forma de álbum com o título Gormiti che miti - Il ritorno dei Signori della Natura, a partir de 2009, contando com as vozes de Giorgio e Fabio Ingrosso.[carece de fontes?] Parte dos episódios transmitidos após o lançamento do álbum tiveram algumas dessas canções inseridas durante os créditos finais.[carece de fontes?]

## Episódios
| Temporada | Temporada | Episódios | Exibição na Itália    | Exibição na Itália                       | Exibição no Brasil      | Exibição no Brasil      |
| Temporada | Temporada | Episódios | Estreia de temporada  | Final de temporada                       | Estreia de temporada    | Final de temporada      |
| --------- | --------- | --------- | --------------------- | ---------------------------------------- | ----------------------- | ----------------------- |
|           | 1         | 26        | 27 de outubro de 2008 | 23 de outubro de 2009[carece de fontes?] | 3 de janeiro de 2011    | 8 de fevereiro de 2011  |
|           | 2         | 26        | 31 de outubro de 2009 | 24 de outubro de 2010[carece de fontes?] | 6 de agosto de 2012     | 10 de setembro de 2012  |
|           | 3         | 13        | 30 de outubro de 2010 | 11 de agosto de 2011[carece de fontes?]  | Nunca estreou no Brasil | Nunca estreou no Brasil |

### Transmissão
Os países de origem da série são a França e a Itália. Na televisão francesa, a série foi originalmente transmitida pelo Canal J.[carece de fontes?], enquanto na Itália, foi originalmente transmitida pela rede Itália 1, estreando em 27 de outubro de 2008. A transmissão italiana foi concluída com o lançamento dos últimos 4 episódios da série em 11 de agosto de 2011.[carece de fontes?]
No Brasil, a Rede Globo adquiriu os direitos de transmissão da série, com a primeira temporada passando a ser exibida a partir de 3 de janeiro de 2011, no bloco TV Globinho. A série chegou a uma classificação de 10 pontos de audiência, com picos de 11 pontos, levando a Rede Globo ao primeiro lugar em audiência, de modo que a animação fosse a mais vista do bloco infantil. Já segunda temporada foi exibida no bloco TV Kids da Rede TV, no final das manhãs de segundas às sextas, a partir de 6 de agosto de 2012. Em Portugal, a série foi primeiramente exibida na SIC, depois na SIC K e, por fim, no Canal Panda.

## Universo fictício

Mapa da Ilha de Gorm.

O cenário principal da série é a Ilha de Gorm, também conhecida simplesmente por Gorm, onde vivem diferentes povos, cada um associado a um atributo específico da natureza. A Ilha, na realidade, compreende o conjunto de duas ilhas, uma ocidental e outra oriental, e o mar que as circunda, o Grande Mar de Gorm.[carece de fontes?] Na ilha ocidental, está localizado o território do Povo da Floresta, constituído fundamentalmente pela Floresta Silenciosa. Os habitantes da floresta têm aparência similar à de plantas e fungos, tendo sua pele composta, em grande maioria, por folhas verdes e madeira de tom marrom. O restante da ilha ocidental, a leste da Floresta Silenciosa, pertence ao território do Povo do Ar, cuja grande maioria das criaturas possuem a aparência de aves, sendo todos capazes de voar. Esse povo vive nas Fortalezas Voadoras, cidades que flutuam em torno do Pico da Águia, graças à magia das Estátuas do Falcão. Sem as Estátuas, as cidades precipitam-se ao chão.[carece de fontes?]
A ilha oriental, de aparência mais hostil, contém, ao sul, o território do Povo da Terra, o único dos territórios dos povos do bem contíguo ao território do Povo do Vulcão. Os gormitis da terra possuem a pele em tons de amarelo e marrom, de aparência rochosa. Sua capital é a Fortaleza da Rocha, localizada a leste da Caverna de Roscamar e ao sul da Montanha do Vulcão,[carece de fontes?] lar dos gormitis do vulcão e a origem do mal de Gorm. O Povo do Vulcão, de pele de tons de vermelho e marrom, são os primeiros e principais antagonistas da série. Sob o comando de Magmion, eles usam todos os seus recursos para agravar o caos na Ilha de Gorm.[carece de fontes?]
As duas ilhas que compõem a parte terrestre da dimensão são circundadas, por todas as direções, pelo Grande Mar de Gorm, lar do Povo do Mar e, provavelmente, o mais extenso de todos os territórios de um povo de gormitis. Os gormitis do mar possuem a pele em tons de azul e amarelo e se distinguem dos outros povos especialmente pela presença de brânquias mais ou menos visíveis e, consequentemente, pela sua capacidade de respirar debaixo de água. Muitos deles assemelham-se a peixes e a outros animais marinhos existentes no planeta Terra.[carece de fontes?] Embora estejam ligados ao seu elemento, eles podem ficar fora da água, porém com perda de suas energias. Somente quando retornam à água eles recuperam suas energias por completo. O Povo do Mar vive em cidades submarinas construídas entre os corais ao redor da Fossa dos Espíritos, outrora protegida por Tentaclion, o Guardião Ancião do Mar. A capital do Povo do Mar é a Caverna de Murena.
Além dos locais mapeados e mais aparentes de Gorm, há regiões secretas que são primariamente acessíveis apenas pelo uso de magia, como o Templo da Luz, quartel general do Supremo Luminoso, o Senhor da Luz, que está escondido nos céus de Gorm; e o Covil do Desespero, caverna subterrânea secreta de Obscurio, o Senhor da Escuridão, onde está localizado o Codex de Magor durante a segunda temporada da série.

## Produtos

### Brinquedos
Em cada uma das temporadas, os protagonistas evoluem ao ganhar novos poderes e novas aparências, além de serem introduzidos novos gormitis na série. Assim, existiram três séries de mini-figuras colecionáveis e suas cartas de personagem, seguindo o mesmo padrão estabelecido pela franquia de brinquedos, cuja existência é anterior à animação.[carece de fontes?] Cada gormiti era vendido em sacos plásticos sortidos - isto é, às cegas - individualmente, apesar de também serem vendidos em conjuntos que mostravam explicitamente quais personagens estavam sendo vendidos. No mercado brasileiro de brinquedos, apenas a série correspondente à primeira temporada da animação foi lançada com o nome Série Cartoon, distribuída pela empresa Long Jump, sob licenciamento da Angelloti Licensing.

### Revista e álbum de figurinhas
Histórias em quadrinhos da animação foram produzidas em edições da revista italiana oficial da franquia, a Gormiti Magazine. No Brasil, a Editora Abril, em parceria com a Angelloti Licensing, produziu seu correlato, lançando cinco edições da revista Gormiti: A Revista Oficial do Mundo de Gorm, nas quais reproduzia os quadrinhos italianos em português, tal qual foi feito em outras línguas como o inglês.[carece de fontes?] A revista também acompanhava uma mini-figura gormiti sortida. Além disso, a Editora Abril também lançou no Brasil um álbum de figurinhas da série.

### Jogo eletrônico
Em um evento da Giochi Preziosi da franquia Gormiti na Feira de Brinquedos Internacional de Nurembergue (International Toy Fair Nürnberg), ocorrida entre 4 e 9 de fevereiro de 2010, foi revelado o trailer do jogo eletrônico Gormiti: Lords of Nature, desenvolvido por Climax Group e Climax Studios e distribuído pela Konami Digital Entertainment. O videogame é baseado nos personagens e ambientações da animação, consistindo nas aventuras de Toby, Nick, Jéssica e Lucas na Ilha de Gorm. O jogo foi lançado em 21 de setembro de 2010, com distribuição para os consoles Nintendo Wii e Nintendo DS.
A história começa com Razzle limpando a biblioteca do Painel Primal e acidentalmente derrubando um dos livros no portal que leva a Gorm. Tal livro então cai nas mãos de Magmion, que descobre sobre uma antiga lenda sobre a reunião de cinco amuletos sagrados que estão espalhados pela Ilha de Gorm, o que permitirá que ele abra um portal interdimensional para o planeta Terra. Agora, os Senhores da Natureza têm de impedir Magmion de obter todos os amuletos para que salvem a Terra.
O jogo é de plataforma no formato tridimensional (3D), não limitando o personagem jogável a só um plano. Além da jogabilidade em modo história e arcade que ambas as versões possuem, a versão para Nintendo Wii permite que dois jogadores joguem cooperativamente. Todos os trechos cinematográficos do jogo são dublados em inglês pelos atores de voz da série animada.